# Avro 626
Die Avro 626 war ein Flugzeug des britischen Herstellers Avro.

## Geschichte
Aufgrund der Forderungen ausländischer Luftstreitkräfte mit geringen Finanzmitteln beschloss man bei Avro im Jahre 1930, auf Grundlage der Avro 621 Tutor ein neues preisgünstiges Flugzeug zu bauen, das in Form eines Baukastensystems für verschiedene Einsatzzwecke mit Hilfe von Zurüstsätzen angepasst werden konnte. So entwickelte man solche Pakete für das Anfängertraining, für die Aufrüstung zum Bomber, Jäger oder Aufklärer, konnte damit die Maschine nachtflugtauglich machen oder mit Hauben für das Blindflugtraining versehen. Auch der Umbau zum Wasserflugzeug war möglich.
Da man bei Avro mit Chancen im südamerikanischen Markt rechnete, wurde die erste Maschine mit der Bezeichnung Avro 626 im Januar 1931 zu einer Handelsmesse nach Buenos Aires verschifft. Dort wurde die Maschine nicht nur statisch ausgestellt, in verschiedenen Städten Argentiniens fanden auch Demonstrationsflüge sowohl mit Radfahrwerk als auch mit Schwimmern ausgestattet statt. Die argentinische Luftwaffe hatte noch geringfügige Änderungswünsche; einige Monate später lieferte Avro 14 Maschinen nach Argentinien aus.
Nach weiteren Werbeflügen mit der 626 konnte Avro damit beginnen, eine größere Serie zu produzieren. So wurden nach einem mit Schwimmern von Short versehenen Wasserflugzeug, das 1933 nach Brasilien geliefert worden war, zunächst acht Landflugzeuge in die Tschechoslowakei und nach Österreich verkauft. Es folgten weitere Lieferungen von Landflugzeugen nach Ägypten, Argentinien, Belgien, Brasilien, Chile, Griechenland, Irland, Kanada (einige der kanadischen Maschinen wurden mit metallenen Skiern, geschlossenen Cockpits und so genannten Arktis-Motorverkleidungen geliefert), das autonome chinesische Gebiet Guangxi und nach Litauen sowie vier Maschinen mit austauschbaren Schwimmern nach Estland.
Grundsätzlich war die Avro 626 für militärische Kunden vorgesehen; 161 Maschinen gingen an entsprechende Abnehmer. Lediglich 19 Exemplare gingen nicht in die militärische Verwendung; es handelte sich dabei um Prototypen, Demonstrationsmaschinen und Flugzeuge ziviler Kunden.

## Versionen/Lizenzbauten

### Avro 637
Die Avro 637 war ein bewaffnetes Patrouillenflugzeug auf Basis der 626. Es unterschied sich vom Basismodell durch abgerundete Tragflächenspitzen. Ausgestattet war die Maschine mit einem Vickers-MG am Platz des Piloten und einem Lewis-MG am Platz des Beobachters; außerdem war eine Bestückung mit Bomben und einer Beobachtungskamera möglich. An Stelle des Sitzes für den Beobachter konnte alternativ eine Krankentrage Platz finden.
Acht Maschinen vom Typ 637 wurden an die Luftwaffe des autonomen chinesischen Gebietes Guangxi geliefert.

### Avro Prefect
Die Avro Prefect war ein Navigationstrainer auf Basis der Avro 621 Tutor, technisch auf den Stand der Avro 626 gebracht. Angefertigt auf Grund einer Anforderung der Royal Air Force, wurden sieben Maschinen dieses Typs im Jahre 1935 an die School of Air Navigation in Andover ausgeliefert, zwei dieser Maschinen erhielten später zivile Kennzeichen. Im Gegensatz zur Standard-626 verfügten die Prefects über ein Heckspornrad.
Vier weitere Maschinen dieses Typs wurden an die Royal New Zealand Air Force (RNZAF) ausgeliefert. Eine neuseeländische Maschine erhielt ab 1947 ein ziviles Kennzeichen und flog bis 1958. 1980 ging die Maschine an das RNZAF-Museum und wurde dort mit altem militärischem Kennzeichen 1985 wieder in flugfähigen Zustand gebracht.

### Tatra T-126
Die tschechische Firma Ringhoffer-Tatra erwarb im Jahre 1935 eine Genehmigung zum Lizenzbau der Avro 626. Gebaut wurde die Maschine in zwei Versionen – eine Variante für den innertschechischen Markt, ausgestattet mit einem Avia-Motor Typ Rk-17 und einer Leistung von 265 kW (360 PS) sowie eine Ausführung, die in die Türkei und in einige Balkanstaaten ausgeliefert wurde, mit einem Standardmotor Armstrong-Siddeley Cheetah V. Der Avia-Motor erwies sich jedoch als äußerst problematisch, so dass nur wenige tschechische Maschinen produziert wurden.

### Portugiesischer Lizenznachbau
Nach der Lieferung von 26 Maschinen nach Portugal erwarb die staatliche portugiesische Flugzeugfabrik Officinas Gerais de Material Aeronautico (OGMA) von Avro die Genehmigung für den Lizenzbau der Avro 626.

## Aufbau
Die Avro 626 war ein einstieliger Doppeldecker mit Tragflächen gleicher Länge. Querruder befanden sich nur auf den oberen Flächen. Das Fahrwerk bestand aus einem zweirädrigen Hauptfahrwerk mit einem starren Hecksporn; in der Variante als Wasserflugzeug war die Avro 626 mit einem Doppelschwimmer ausgerüstet.

## Militärische Nutzung
Ägypten
- Ägyptische Luftstreitkräfte

 Argentinien
- Fuerza Aérea Argentina: 15

 Belgien
- Belgische Luftkomponente: 12

 Brasilien
- Força Aérea Brasileira: 16

 Chile
- Fuerza Aérea de Chile: 20

 China
- Luftstreitkräfte der Republik China 13

 Estland
- Estnische Luftstreitkräfte: 4

 Griechenland
- Griechische Luftstreitkräfte: 21

 Irland
- Irish Air Corps: 4

 Kanada
- Royal Canadian Air Force: 12

 Litauen
Litauische Luftstreitkräfte: 4
 Neuseeland
- New Zealand Permanent Air Force

 Österreich
- Österreichische Luftwaffe: 7

 Portugal
- Força Aérea Portuguesa
- Marinha Portuguesa

 Slowakei
 Spanien
- Spanisch Republikanische Luftwaffe

 Tschechoslowakei
1
 Vereinigtes Königreich
- Royal Air Force: 7

## Technische Daten
| Avro 626 – in der Version mit Radfahrwerk (Werte in Klammern gelten für die Version mit Cheetah-V-Sternmotor) | |
| Kenngröße | Daten |
| Länge | 8,59 m |
| Höhe | 2,92 m |
| Flügelspannweite                                                                                              | 10,36 m |
| Flügelfläche                                                                                                  | 27,88 m² |
| Leergewicht                                                                                                   | 800,6 kg (311,7 kg) |
| Max. Fluggewicht vollgetankt                                                                                  | 1247,4 kg (1209,7 kg) |
| Antrieb | ein 7-Zylinder-Sternmotor Armstrong Siddeley Lynx IV C mit 160,3 kW (218 PS) oder ein 7-Zylinder-Sternmotor Armstrong Siddeley Cheetah mit 194 kW (263,6 PS) |
| Höchstgeschwindigkeit                                                                                         | 180 km/h (209 km/h) |
| Reisegeschwindigkeit                                                                                          | 153 km/h (174 km/h) |
| Steigleistung                                                                                                 | 268 m/min (329 m/min) |
| Dienstgipfelhöhe                                                                                              | 4511 m (5121 m) |
| Reichweite | 386 km (338 km) |
| Besatzung | 2, in Sonderausführung 3 |
| Bewaffnung | in der Trainerversion unbewaffnet in der Jägerversion mit einem MG in der Bomberversion mit einer entspr. Bombenlast                                         |